# Замараев, Валерий Валентинович
Вале́рий Валенти́нович Замара́ев (22 августа 1959, Свердловск-45, РСФСР, СССР — 3 сентября 2004, Беслан, Северная Осетия — Алания, Россия) — советский пожарный и российский спасатель, погибший во время теракта в Беслане в 2004 году. Герой России (посмертно).

## Биография
Валерий Замараев родился в посёлке Горный города Свердловск-45, где окончил школу № 67. В 1976 году он поступил в Свердловское пожарно-техническое училище. С 1979 по 1992 год Замараев служил в частях Государственной противопожарной службы, пройдя путь от лейтенанта до подполковника — начальника пожарной части.
В 1993 году Валерий Замараев был зачислен в отряд «Центроспас» МЧС РФ. В 1996 году его назначили на должность заместителя начальника поисково-спасательной службы отряда. Он неоднократно возглавлял самые ответственные и сложные поисково-спасательные операции, участвовал в гуманитарных операциях МЧС России под эгидой ООН (в частности, дважды — в Югославии).
За большой вклад в создание и развитие профессиональных аварийно-спасательных формирований, мужество и героизм, проявленные при спасении людей, Замараев был награждён орденом Дружбы и медалями.

### Гибель

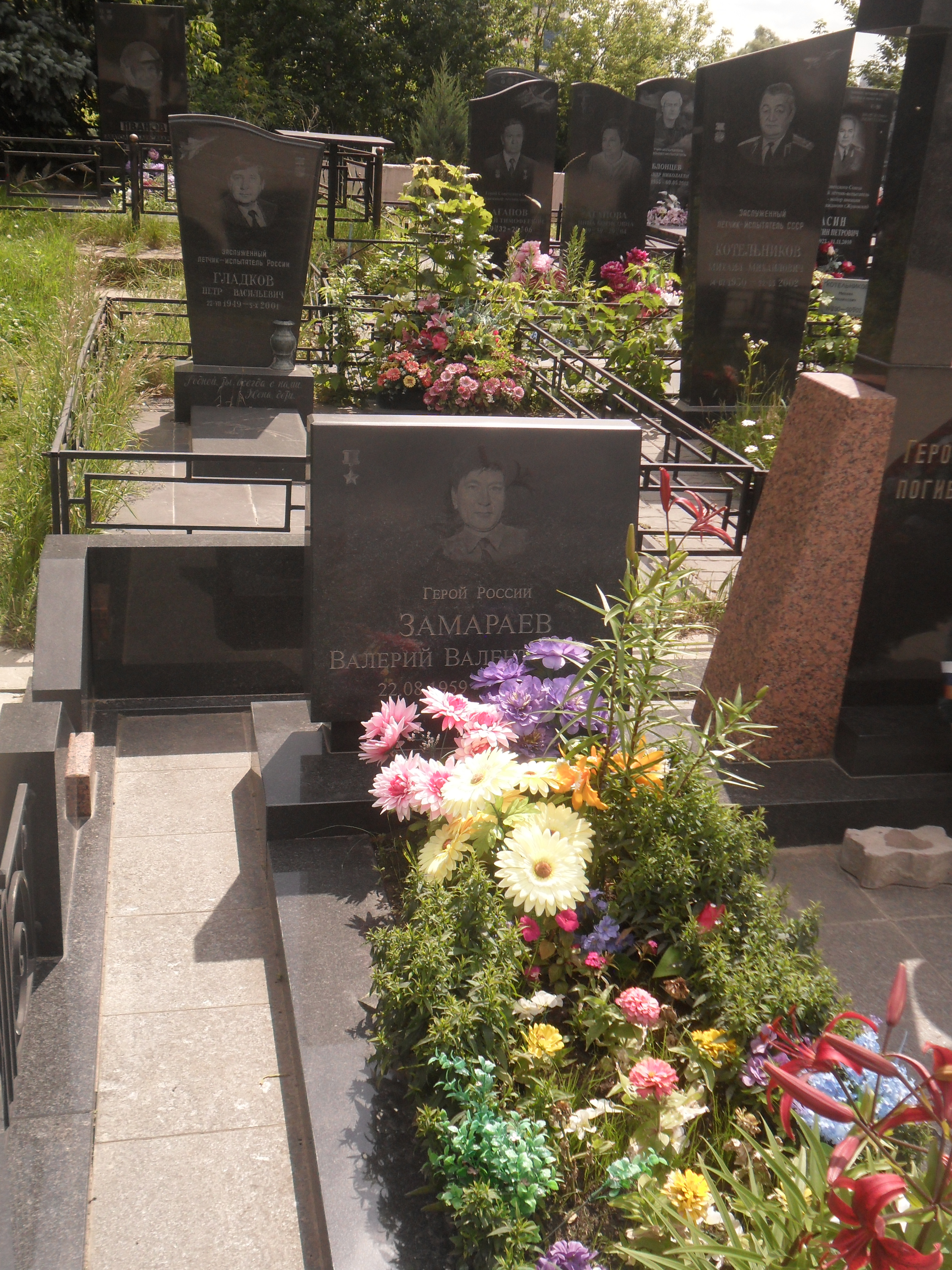
Могила Замараева на Быковском кладбище Жуковского.

Валерий Замараев был направлен в Беслан вместе с другими сотрудниками «Центроспаса» после того, как 1 сентября 2004 года террористы взяли в заложники детей в местной школе. 3 сентября с террористами была достигнута договорённость об эвакуации тел мужчин-заложников, расстрелянных 1 сентября. К школе на грузовом автомобиле с бортами, которые по требованию боевиков оставались опущенными, подъехали четыре спасателя и приступили к погрузке трупов в кузов. Внезапно в спортзале раздался сильный взрыв, после которого террористы открыли огонь по спасателям. Замараев был тяжело ранен неразорвавшейся гранатой из подствольного гранатомёта и длительное время оставался без помощи во дворе школы. Когда его, наконец, подняли на носилки, он попросил эвакуировать вначале пострадавших детей. До больницы Замараева не довезли — он умер прямо в машине «скорой помощи» от большой потери крови
6 сентября 2004 года он был похоронен на Быковском мемориальном кладбище города Жуковского вместе со своим коллегой Дмитрием Кормилиным, также погибшим 3 сентября 2004 года в Беслане.

## Награды
- звание «Герой Российской Федерации» (Указом Президента РФ № 1532 от 11 декабря 2004 г., посмертно)[1]
- орден Дружбы (26 декабря 1994 г.)
- медаль «За спасение погибавших» (15 октября 2001 г.)
- медаль «За безупречную службу» (МЧС)
- медаль «За отличие в службе» (МЧС) II и III степеней
- медаль «За особый вклад в обеспечение пожарной безопасности особо важных государственных объектов»
- медаль «Участнику чрезвычайных гуманитарных операций»
- медаль «200 лет МВД России»
- почётный знак МЧС России
- нагрудный знак «За заслуги» МЧС России

## Память
- Именем Замараева был назван поисково-спасательный катер МЧС РФ[1].
- В школе № 67 города Лесной, где учился Валерий Валентинович, ежегодно с 2015 года проводятся митинги, посвящённые памяти Замараева[5][6]; школа также была названа в его честь, а на её фасаде установлена мемориальная доска[7].
- Распоряжением Правительства РФ от 7 июля 2018 года № 1395-р именем Валерия Замараева названа гора, расположенная в массиве Тепли Алагирского района Республики Северная Осетия — Алания[8][9].

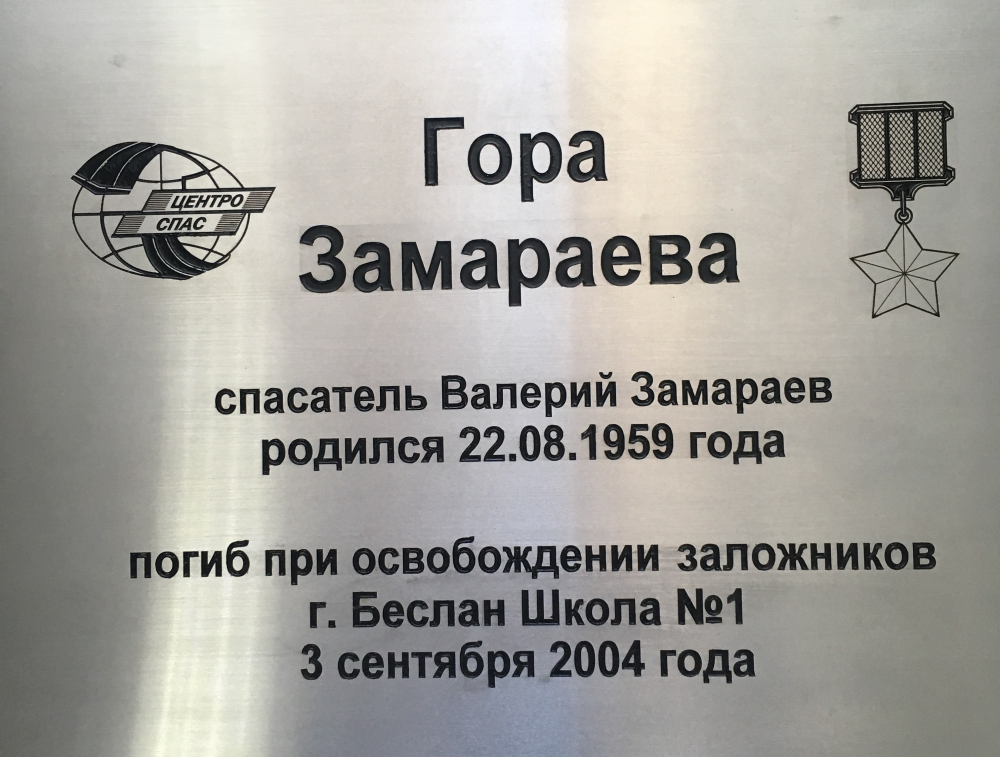
Мемориальная доска, установленная на вершине горы имени Валерия Замараева
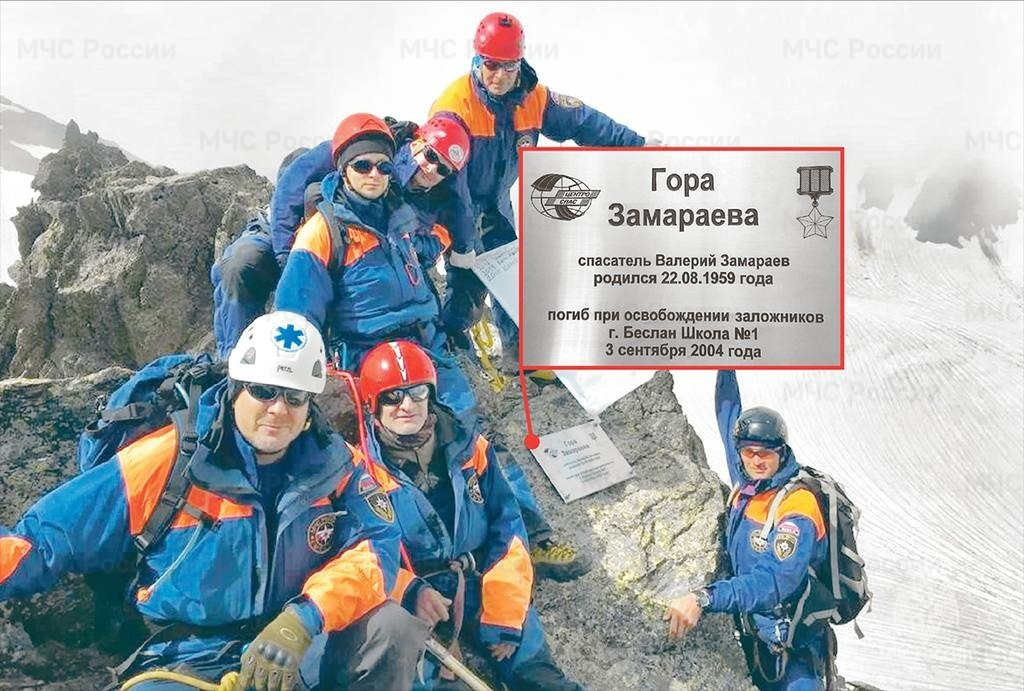
Спасатели МЧС на вершине горы имени Валерия Замараева
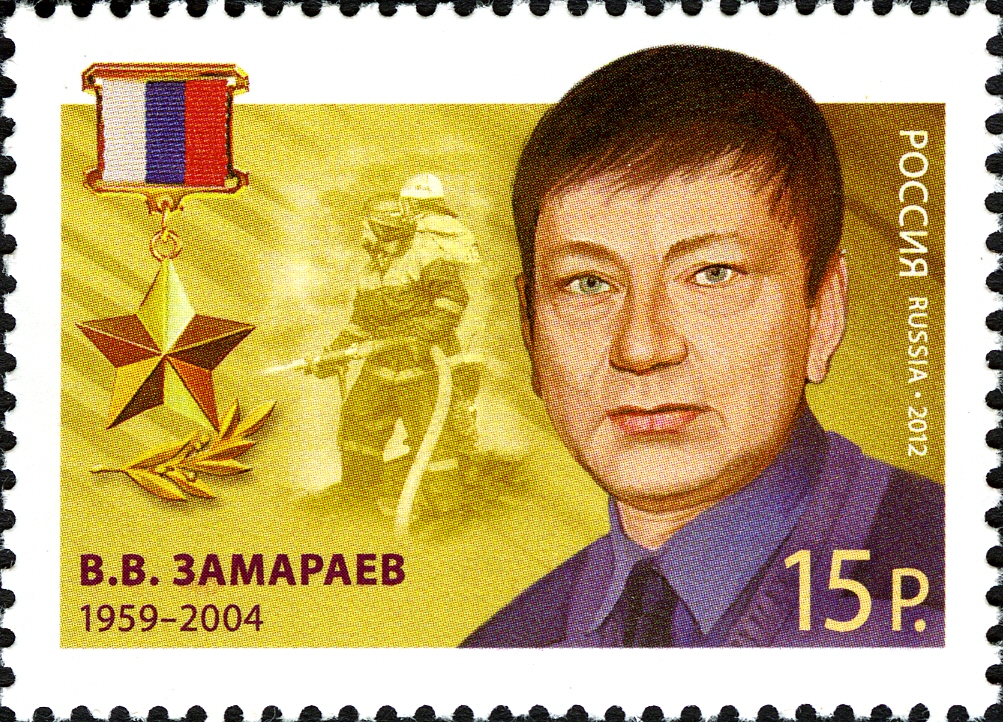
Почтовая марка России из серии "Герои Российской Федерации"
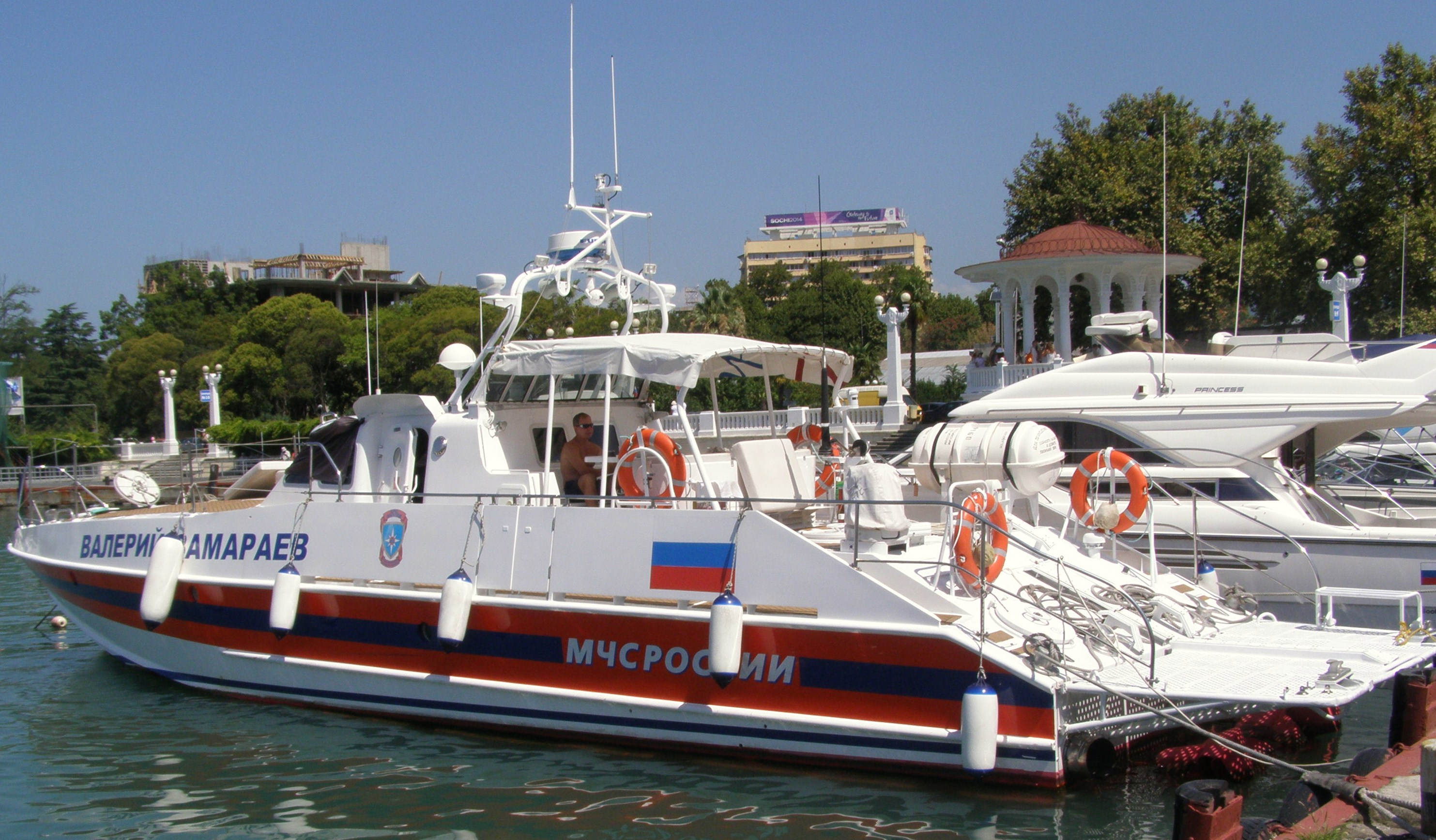
Поисково-спасательный катер «Валерий Замараев» в порту Сочи